# Vihtasaari (ö i Norra Österbotten, Koillismaa, lat 65,96, long 29,24)
Vihtasaari med Selkäsaari är en ö i Finland. Den ligger i sjön Kuusamojärvi och i kommunen Kuusamo i den ekonomiska regionen  Koillismaa ekonomiska region  och landskapet Norra Österbotten, i den nordöstra delen av landet, 700 km norr om huvudstaden Helsingfors. Öns area är 14,5 hektar och dess största längd är 1,1 kilometer i sydöst-nordvästlig riktning.